# Лизунова, Евгения Васильевна
Евгения Васильевна Лизунова (31 августа 1926, Днепропетровск — 16 января 1993, Алматы) — советский ученый, критик, литературовед. Доктор филологических наук (1964), профессор (1966), член-корреспондент АН Казахстана (1975). Заслуженный деятель науки Казахской ССР (1982).
В 1946 году окончила КазГУ (ныне КазНУ им. ал-Фараби), аспирантуру АН Казахстана (1950). С 1950 года старший научный сотрудник, заведующий отделом казахской литературы, заведующий отделом литературы взаимосвязей Института языка и литературы АН Казахстана (с 1961 Институт литературы и искусства). Научные труды посвящены истории казахской литературы, литературным связям, истории казахкого романа, творчеству М. О. Ауэзова и др. Автор монографий «Мухтар Ауэзов» (1957, в соавторстве с Ы. Дуйсеновым), «Современный казахский роман» (1964), «Мастерство Мухтара Ауэзова» (1968). Участвовала в создании трудов «Очерки истории казахской советской литературы» (1957, 1958, 1960), «История казахской советской литературы» (1967, 1971), «История многонациональной советской литературы» (М., 1970), «Братство литератур» (1986) и др. Перевела на русский язык ряд научных трудов М. Ауэзова и помогала в издании сочинении М.Ауэзова в 5-ти томах. Многие труды Лизуновой переведены на казахский, русский, таджикский, украинский, кыргызский и туркменский языки.

## Сочинения
- История советской многонациональной литературы, т. 5, М., 1974;
- Советтік Қазақстан жазушылары, А., 1987;
- Национальная АН РК, А., 1996.